# Stregna
Stregna (Srednje in sloveno standard, Sriednje in dialetto sloveno locale, Stregne in friulano) è un comune italiano di 285 abitanti del Friuli-Venezia Giulia.

## Geografia fisica
La superficie del comune di Stregna è di 19,7 km² e si estende, a forma di ventaglio, dal monte Cum al confine con il comune di Prepotto, avendo ai lati il fiume Judrio (Idrija in sloveno) ed il torrente Erbezzo (Arbeč in sloveno).
L'altitudine varia dai 198 m s.l.m. del fondovalle, a Zamir, sino ai 912 m s.l.m. della cima del monte Cum. La frazione situata a quota più elevata è quella di Tribil di Sopra che si trova a 642 m s.l.m. ed è costruita sulla spianata del contrafforte posizionato a sud-ovest del monte Cum. Le altre frazioni sono distribuite sulle pendici dei monti che si elevano dalle valli dell'Erbezzo e dello Judrio e sull'altopiano attraversato dalla strada panoramica che conduce al santuario di Castelmonte. L'altopiano, che offre un magnifico panorama sulla valli limitrofe, si mantiene ad una quota compresa tra i 600 ed i 670 m s.l.m. ed è utilizzato, in parte, per la coltivazione di granturco ed altri cereali, mentre nella zona delle planine, è tenuto a prati per la produzione del fieno e per il pascolo del bestiame di allevamento.
Tra i numerosi monti presenti in zona sono da ricordare, oltre al monte Cum già menzionato, il monte Santa Maria Maddalena (Sveta Lena in sloveno) alto 682 m s.l.m., il monte San Giovanni (Svet Ivan in sloveno) alto 702 m s.l.m. ed il monte Špik alto 690 m s.l.m..

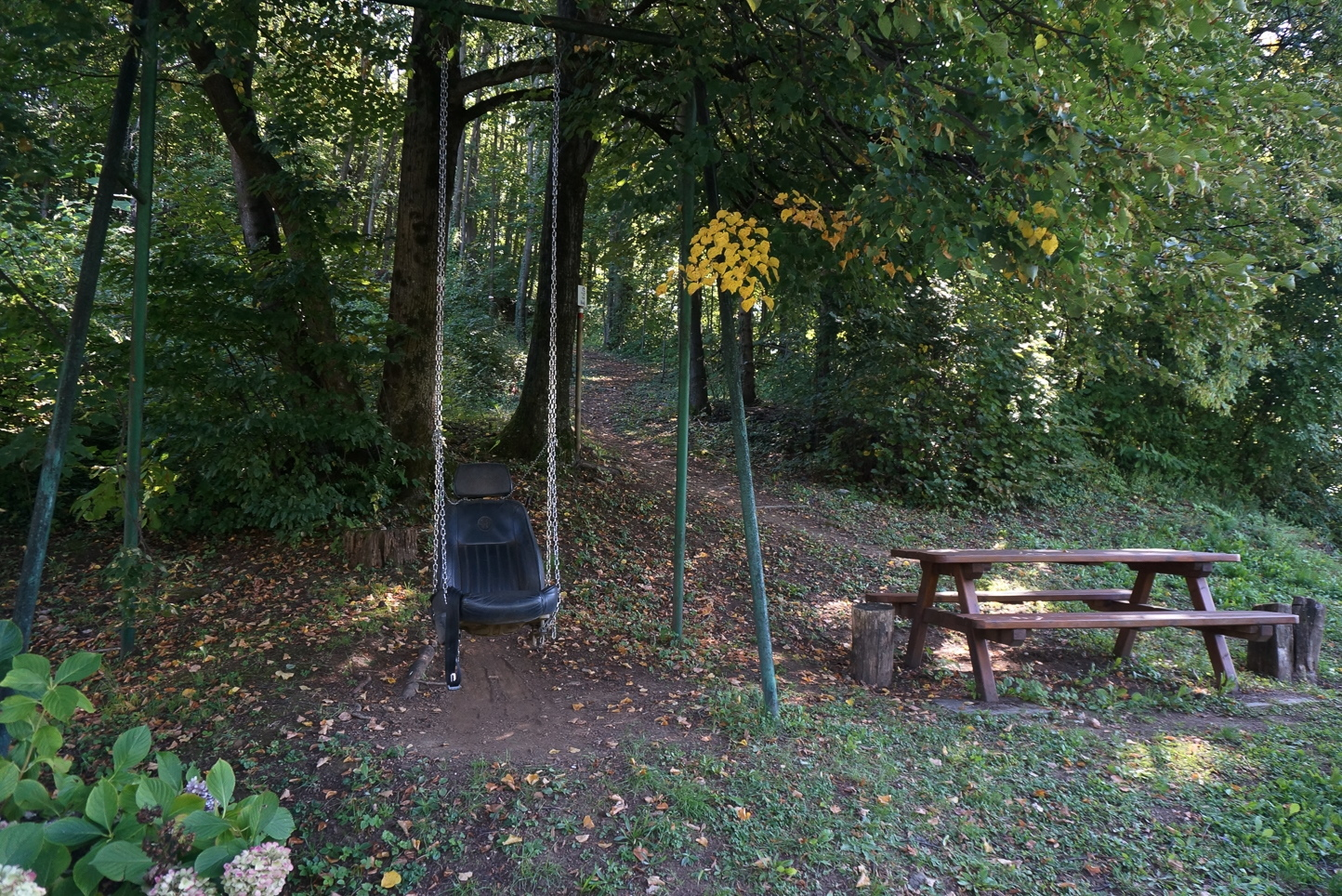
Scorcio del sentiero 747

Il territorio comunale è attraversato dal Sentiero Italia identificato con il segnavia CAI numero 747 (Alta via delle Valli del Natisone), lungo il quale sono ancora visibili resti di fortificazioni e trincee costruite durante la prima guerra mondiale. Nella parte settentrionale del Comune si può percorrere il sentiero Ponte Clinaz - Clabuzzaro che inizia affiancando a 306 metri s.l.m. lo Judrio e, attraversando ricche foreste di faggi, giunge agli 802 metri s.l.m. dell'arrivo.
Il territorio del Comune è solcato dal fiume Judrio (che fa da confine di Stato con la Slovenia) e dalla parte settentrionale del torrente Erbezzo, nonché dai vari torrentelli che li alimentano. Tra questi si segnalano il Bolica, il Pod Lašč e il rio Oblik, affluenti di sinistra dell'Erbezzo ed il Pod Riesuca, lo Za Oriehuje e il rio Ognjišče, affluenti di destra dello Judrio.
Le grotte e le cavità presenti non sono così numerose ed estese come quelle delle vicine vallate del Natisone e dell'Alberone.
Il catasto regionale delle grotte del Friuli Venezia Giulia indica la presenza di 17 grotte e pozzi:
| Nr. catasto regionale | Nr. catasto locale | Nome principale                        |
| --------------------- | ------------------ | -------------------------------------- |
| 246                   | 28/FR              | Grotta Velenizza                       |
| 306                   | 5/FR               | Voragine del Monte Cum                 |
| 1466                  | 608/FR             | Grotta di Drinuoza                     |
| 2245                  | 1030/FR            | Pozzo ad E di Altana                   |
| 2534                  | 1194/FR            | Grotta di Planino                      |
| 2535                  | 1195/FR            | Grotticella dietro il Calus            |
| 2536                  | 1196/FR            | Pozzo di Presserie                     |
| 2537                  | 1197/FR            | Abisso di Varch                        |
| 4591                  | 2592/FR            | Pozzo presso la Grotta di Valenizza    |
| 5809                  | 3144/FR            | Grotticella 1° a N di Ponte Clinaz     |
| 5810                  | 3285/FR            | Grotticella 2° a N di Ponte Clinaz     |
| 6255                  | 3608/FR            | Pozzetto 1° presso Tribil inferiore    |
| 6256                  | 3609/FR            | Grotta a Melina                        |
| 6420                  | 3726/FR            | Grotticella presso Gnidovizza          |
| 6441                  | 3738/FR            | Grotta Fortino presso Tribil inferiore |
| 6537                  | 3802/FR            | Grotta del Condor                      |
| 7410                  | 4466/FR            | Pozzo a SW di Tribil inferiore         |

La cavità più importante è la Grotta di Velenizza, ubicata nei pressi di Postregna, il cui ingresso si trova a quota 260 m s.l.m., poco distante dal ruscello Boruščak.

## Origini del nome
Il paese di Stregna viene menzionato per la prima volta nel 1242 "in villa de Striena" e, successivamente, nel 1250 "de Sdreina"; il toponimo si può far derivare dalla parola slovena srednji che significa "posto nel mezzo".

## Storia

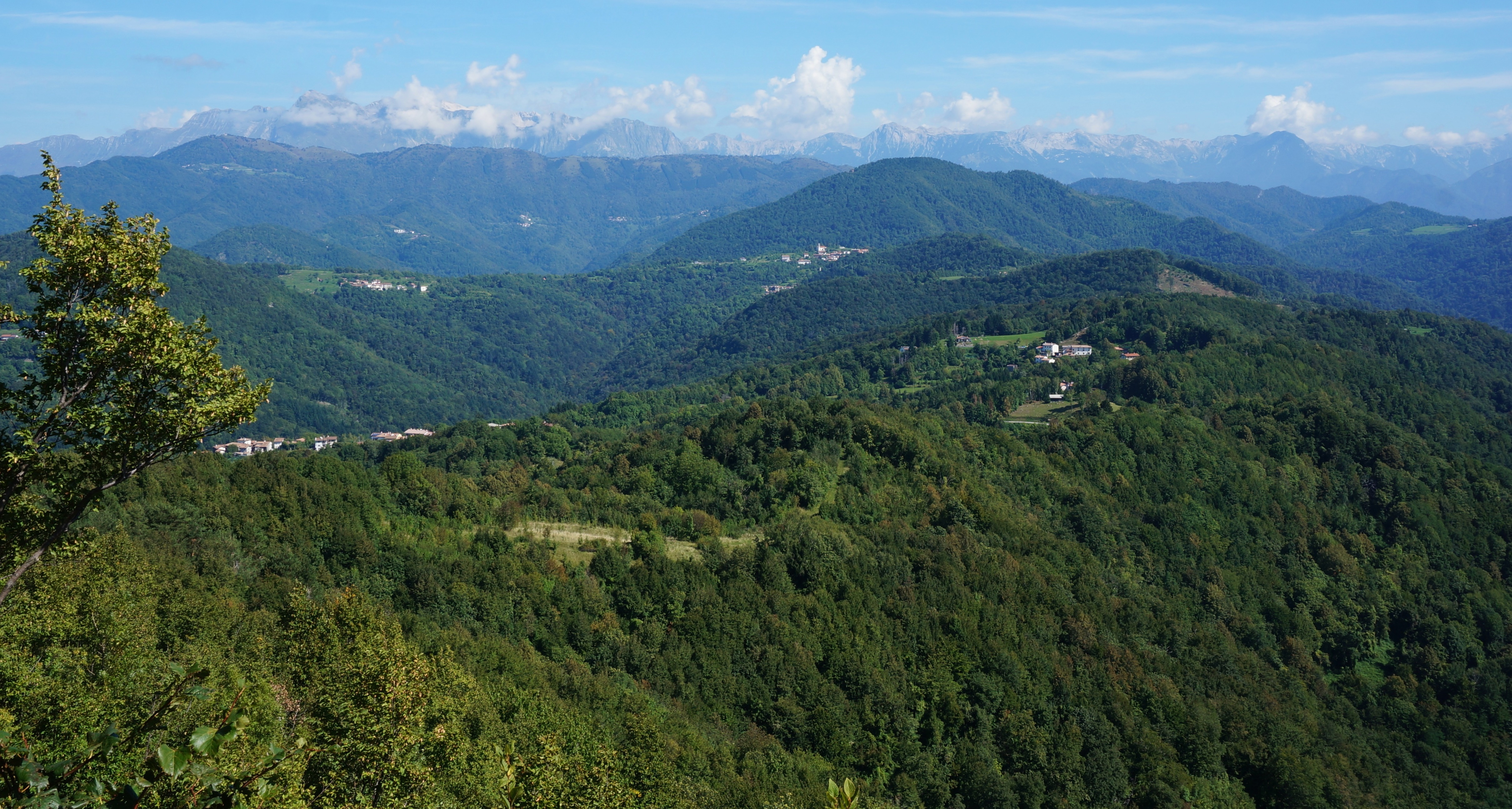
Una panoramica del comune

Non si ha conoscenza di rinvenimenti di reperti preistorici sul territorio comunale, anche per la mancanza assoluta di ricerche archeologiche effettuate nella zona.

Nel secolo VII popolazioni slave entrarono in Italia, al seguito degli Avari, ed occuparono e colonizzarono le Valli del Natisone. Ebbero diversi scontri, con alterne fortune, con i Longobardi, che dopo il 568 avevano occupato quasi tutta la penisola. Le azioni bellicose terminarono dopo la stipula di un trattato che definiva i confini tra le due comunità e lasciava le terre della zona collinosa alle popolazioni slave.
In seguito, le terre del comune di Stregna, dal tempo del Patriarcato di Aquileia sino alla caduta della Repubblica di Venezia, fecero parte (con le contrade di Tribil di Sopra, Tribil di Sotto, Stregna ed Oblizza) della Banca di Merso, organizzazione che, assieme alla Banca di Antro, gestiva in modo autonomo l'amministrazione e la giustizia nell'area della Slavia friulana. Tali privilegi vennero concessi come riconoscenza dell'azione di controllo e difesa dei confini nord-orientali del Friuli svolta dalle milizie locali all'uopo costituite..
Dopo l'invasione delle truppe napoleoniche, la regione perse la sua autonomia e venne divisa in "Comuni", previa la soppressione delle organizzazioni territoriali esistenti.
Successivamente la Benečija (Slavia friulana) venne assegnata in amministrazione all'Austria (Congresso di Vienna). Infine nel 1866, a seguito della terza guerra d'indipendenza, dopo la pace di Vienna ed il plebiscito del Veneto del 1866, si staccò dai domini absburgici per passare sotto il Regno d'Italia sabaudo.
Le alture del comune sono ricordate anche per gli avvenimenti legati alla prima guerra mondiale. Sul monte Cum e sulle circostanti alture, che arrivano fin nei pressi di Cividale, passava infatti l'estrema linea difensiva approntata dalla 2ª Armata per impedire l'avanzata del nemico nella pianura friulana in caso di ritirata delle truppe combattenti nelle linee avanzate. Sulla dorsale tra le valli dello Judrio e dell'Erbezzo venne realizzata una strada militare che, partendo da Castelmonte, arrivava fino al passo Solarie. Ai suoi fianchi furono costruite trincee e spiazzi con alcune baracche e furono scavate delle caverne con funzione di ricovero e collegamento. Tra queste grotte si ricorda quella di Fortino, situata nei pressi di Tribil di Sotto, che è una cavità naturale adattata dai militari per renderla idonea ad ospitare una postazione di mitragliatrici e le cui feritoie, in cemento armato, sono tuttora visibili. Detta strada militare venne ripetutamente bersagliata dalle cannonate nemiche a partire dai primi giorni del 1916.
La mattina del 24 ottobre 1917, con l'inizio della battaglia di Caporetto, anche il territorio comunale venne interessato dai bombardamenti che provocarono ingenti danni e perdite di vite umane sia militari che civili. La successiva invasione delle Valli da parte del nemico provocò gravi sofferenze a tutta la popolazione locale.

### Simboli
Lo stemma e il gonfalone sono stati concessi con DPR del 23 marzo 1954.
Stemma
Gonfalone

## Monumenti e luoghi d'interesse

### Architetture
Nella zona dell'abitato di Tribil di Sotto si possono ammirare esempi delle case a ballatoio tipiche dell'architettura spontanea delle Valli del Natisone e, nei pressi dei campi e dei prati, gli edifici caratteristici della locale architettura rurale quali il kazon (stalla/fienile), il senik (fienile) ed il kozolec (essiccatoio dei prodotti agricoli/ricovero degli attrezzi di lavoro). In particolare nel centro dell'abitato sono di notevole interesse alcuni edifici a corte realizzati nel XVIII secolo utilizzando pietra scavata nelle cave locali e recentemente restaurati; essi presentano la caratteristica di avere le scale esterne in pietra, un grande ballatoio coperto dallo spiovente del tetto con parapetto in legno lavorato e rastrelliere adoperate come essiccatoio dei cereali coltivati dalle famiglie residenti. Nei pressi delle planine è ubicato un edificio, di grande importanza architettonica, costruito nel XVII secolo ed adibito, all'origine, ad uso agricolo.

### Architetture religiose
- A Stregna la chiesa parrocchiale di San Paolo Apostolo si trova nella frazione di Cernetig, fondata nel XV secolo, restaurata dopo il terremoto del 1511 e riconsacrata nel 1517, con torre campanaria del 1544, e sottoposta a vari interventi di restauro nel XVIII secolo;
- Ad Oblizza chiesa di Santa Maria Maddalena, costruita nel 1847 in sostituzione della chiesetta posta sulla cima dell'omonimo monte, risalente al XV secolo e di cui rimangono solo modesti ruderi;
- A Tribil di Sopra, chiesa di San Giovanni Battista del XVI secolo (campanile del XVIII secolo) costruita, in stile gotico, a 640 metri s.l.m. nell'area della vecchia chiesa dedicata alla Vergine Maria ed alla Santissima Trinità del lago (Marija na jezeri/Maria super lacum)[17].

## Società

### Evoluzione demografica

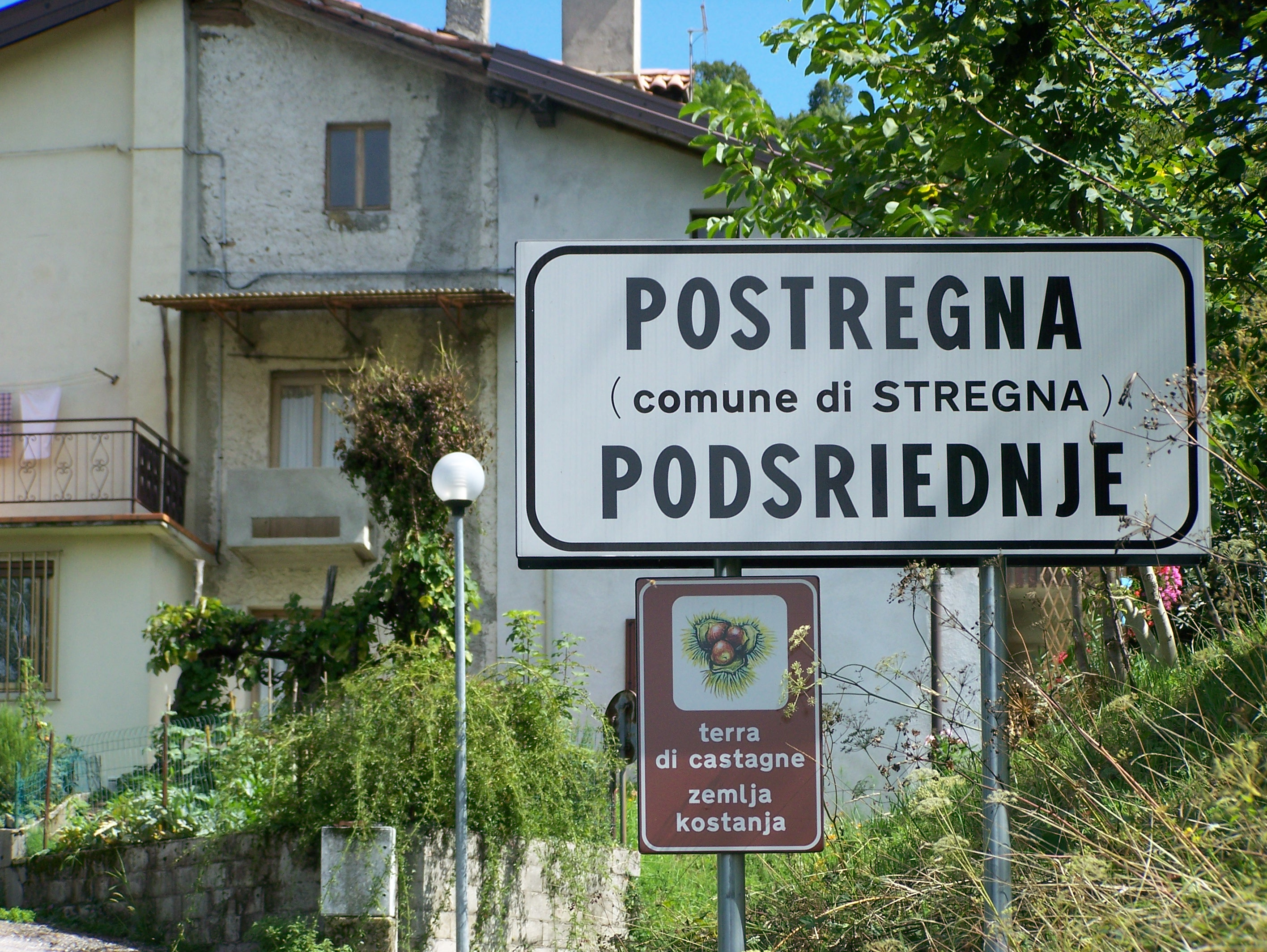
Segnaletica bilingue a Postregna (Podsriednje)

Abitanti censiti

### Lingua e dialetti
Il censimento del 1971 riscontrava che il 72,3% della popolazione del comune si dichiarava appartenente alla minoranza linguistica slovena.

Nel comune, accanto alla lingua italiana, è ufficialmente tutelata la lingua slovena.

### Associazioni
- Associazione Fondiaria Valle dell'Erbezzo
- Centro "Finestra sul mondo slavo - Okno", sorto per dare la possibilità di avere un contatto con la cultura slava[20];
- Coro Tre Valli
- Giacche Verdi, volontari a cavallo per la protezione ambientale e civile[21]
- Gruppo Alpini Stregna
- Reparto Storico Fiamme Verdi
- Riserva di Caccia
- Polisportiva di Tribil Superiore;
- Pro Loco Stregna
- Squadra Protezione Civile.

## Cultura

### Eventi
- A maggio - giugno: "Stregna in primavera", serie di manifestazioni e concerti che si concludono il 23 giugno con il kries Svetega Ivana;
- La notte del 23 giugno: a Tribil Superiore (Gorenji Tarbij),avviene l'accensione del kries (falò di San Giovanni) per festeggiare il solstizio d'estate[22];
- A ferragosto: a Cernetig festa religiosa della Rožinca con processione dell'immagine della Madonna lungo le vie del paese;
- La prima decina di settembre: "Promenade", serie di sei concerti tenuti in sei chiese diverse;
- Ad ottobre: "I sapori della terra di castagne", serate a tema proposte dai ristoranti del comune;
- La terza domenica di ottobre: tradizionale festa religiosa paesana (senjam) denominata "Burnjak" , festa delle castagne[23].

## Geografia antropica

### Frazioni
Cernetig (Černeče), Clinaz (Klinac), Dughe (Duge), Gnidovizza (Gnjiduca), Oblizza (Oblica), Podgora (Podgora), Polizza (Polica), Postregna (Podsriednje), Presserie (Preserje), Raune (Raune), Saligoi (Šalguje), Tribil Inferiore (Dolenji Tarbij), Tribil Superiore (Gorenji Tarbij), Varch (Varh) e Zamir (Zamir).

### Borgate
Baiar (Bajar), Cobilza (Kobilca), Melina (Melina), Ponte Clinaz (Klinški Malin) e Urataca

## Economia

### Turismo
Nel capoluogo di Stregna è ubicato un ristorante che propone piatti tipici della Slavia friulana, apprezzato anche fuori dall'ambito regionale.

## Amministrazione
| Periodo | Periodo   | Primo cittadino  | Partito              | Carica  | Note |
| ------- | --------- | ---------------- | -------------------- | ------- | ---- |
| 1985    | 1990      | Crisetig Augusto | Democrazia Cristiana | Sindaco |      |
| 1990    | 1995      | Qualizza Renata  | Democrazia Cristiana | Sindaco |      |
| 1995    | 1999      | Garbaz Claudio   | Lista civica         | Sindaco |      |
| 1999    | 2004      | Garbaz Claudio   | Lista civica         | Sindaco |      |
| 2004    | 2009      | Garbaz Claudio   | Lista civica         | Sindaco |      |
| 2009    | 2014      | Veneto Mauro     | Lista civica         | Sindaco |      |
| 2014    | in carica | Postregna Luca   | Lista civica         | Sindaco |      |

Dati del Ministero dell'Interno.

### Altre informazioni amministrative
Il comune, dopo la soppressione della Comunità Montana del Torre, Natisone e Collio, fa parte della Unione Territoriale Intercomunale (UTI) del Natisone..
 Dal 1º gennaio 2021, a seguito della soppressione delle UTI, è entrato a far parte della Comunità montana Natisone e Torre